# Скосток
Скосток — фракийский правитель в конце IV — начале III веков до н. э.
Личность Скостока до сих пор дискуссионна. Он известен по своим серебряным и бронзовым монетам, которые чеканились в Кабиле и Эносе. На нумизматическом материале Скостока, как и у ряда других фракийских правителей, присутствует изображение всадника. Легенда с именем Лисимаха может указывать на определённую зависимость Скостока от этого диадоха: он мог быть его стратегом или эпистатом. По мнению некоторых других исследователей, Скосток, будучи относительно самостоятельным династом, во время борьбы за македонский престол выступил на стороне Антигона Гоната. По предположению Д. Попова, Скосток мог принадлежать к одрисскому царскому роду. Г. Граматиков считает, что Скосток правил примерно в 277/6-260 годах до н. э. Как отметил К. А. Анисимов, владения Скостока совпадают с территорией племени кенов.